# Chalcostigma stanleyi
Chalcostigma stanleyi là một loài chim trong họ Trochilidae.